# Platičevo
Platičevo (ćir.: Платичево) je naselje u općini Ruma u Srijemskom okrugu u Vojvodini.

## Stanovništvo
Prema popisu stanovništva iz 2002. godine u naselju Platičevo živi 2.760 stanovnika, od čega 2.220 punoljetnih stanovnika s prosječnom starosti od 39,7 godina (37,8 kod muškaraca i 41,6 kod žena). U naselju ima 897 domaćinstva, a prosječan broj članova po domaćinstvu je 2,63.
Prema popisu iz 1991. godine u naselju je živjelo 2.809 stanovnika, od čega 23,0% Hrvata zbog pritisaka i napada veliki dio Hrvata napušta Platičevo kao i susjedna naselje Nikince i Hrtkovce.
| Etnički sastav 2002. |            |        |
| Narod                | Stanovnika |        |
| Srbi                 | 2.007      | 72,71% |
| Hrvati               | 361        | 13,07% |
| Mađari               | 174        | 6,30%  |
| Jugoslaveni          | 81         | 2,93%  |
| Romi                 | 57         | 2,06%  |
| Crnogorci            | 6          | 0,21%  |
| Albanci              | 2          | 0,07%  |
| Makedonci            | 2          | 0,07%  |
| ostali               | 4          | 0,12%  |
| nepoznato            | 15         | 0,54%  |

| broj stanovnika | 2378  | 2507  | 2726  | 2824  | 2812  | 2809  | 2760  |
|                 | 1948. | 1953. | 1961. | 1971. | 1981. | 1991. | 2001. |

## Vanjske poveznice
- Karte, položaj vremenska prognoza
- Satelitska snimka naselja  Arhivirana inačica izvorne stranice od 5. ožujka 2021. (Wayback Machine)